# جهاز فينوبلوس
جهاز فينوبلوس هو جهاز طبي من الفئة الثانية أ يحمل علامة سي إي. ويتم استعماله لعلاج الأمراض الوعائية. وهو محفز عصبي عضلي قام بتطويره العالم الأمريكي جوزيف كوينسكى (Jozef Cywinski).

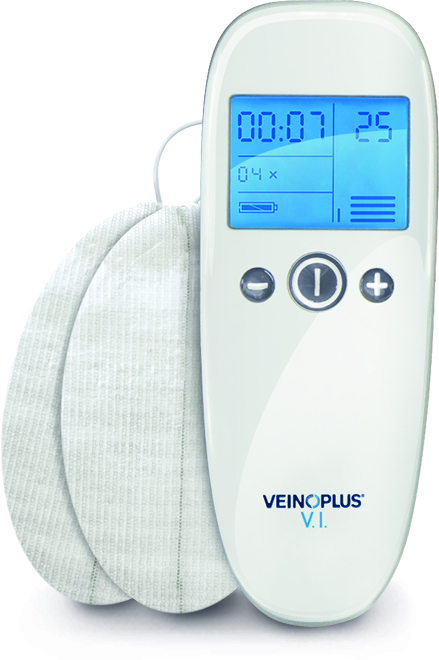
الوريد

## معلومات تاريخية
- 2004: تصميم جهاز فينوبلوس
- 2005: الدارسة التي قدمها برينسبس (أول دراسة سريرية منشورة)[1]
- 2011: تم توزيعه في أكثر من 25 دولة

## الوصف
تم تصميم جهاز فينوبلوس على هيئة جهاز بحجم الجيب متصل بقطبين كهربائيين. يوجد في الجهاز ثلاثة أزرار، وهي: زر أوسط لتشغيل الجهاز وإيقاف تشغيله وزران مطبوع عليهما علامة "+" وعلامة "-" لضبط مقدار التحفيز. يتم وضع الأقطاب الكهربية على الربلة: حيث يتم وضع أحد القطبين على ربلة واحدة إذا كان المرض الوريدي يؤثر على ساق واحدة فقط أو يتم وضع قطب واحد من على كل ربلة إذا استلزم العلاج كلا الساقين.

## تقنية جهاز فينوبلوس
تعتمد تقنية جهاز فينوبلوس على التحفيز الكهربي. بفضل بطارية ذات جهد 9 فولت، يقوم الجهاز بتوليد نبضات كهربية بتردد وجهد منخفضين. وتكون قدرة الإدخال أدنى من 0.3 وات أما قدرة الإخراج فتكون أدنى من 0.05 وات. ويرجع الاختلاف بين جهاز فينوبلوس وأجهزة التحفيز الكهربي للعضلات الأخرى إلى الشكل الموجي للنبضات الكهربية. فمع هذا الشكل الموجي الفريد، يمكن توليد المجال الكهربي إلى عمق أكبر في الربلة وتنبيه عدد مهم من الأنسجة. وبالتالي، يسبب جهاز فينوبلوس تقلصات عضلية عميقة، حتى في حالة بُعد الأقطاب الكهربية بمسافة متر واحد، على سبيل المثال، عن القطب الكهربي الموجود على كل ربلة.
يقوم جهاز فينوبلوس ببث نبضات كهربية آمنة وغير مؤلمة. في واقع الأمر، تكون شدة الإشارات أدنى من الحدود المسموح بها من قبل هيئة تطوير الأدوات الطبية والمعهد الوطني الأمريكي للمعايير (AAMI / ANSI ؛ NS-4; 1986/2002). علاوة على ذلك، لا يقوم الجهاز بتوليد تداخلات كهرومغناطيسية مفرطة. لذا، يمكن استخدامه في الطائرة إلا في حالة الإقلاع والهبوط. وأخيرًا، أثبتت دراسة تم إجراؤها على النساء الحوامل أن جهاز فينوبلوس لا يتسبب في أي آثار جانبية على الجنين أو المرأة الحامل.

## البيانات السريرية

### المميزات الفسيولوجية
يقوم جهاز فينوبلوس بتنشيط الضخ العضلي الربلي المسؤول عن 80% من العائد الوريدي. تقوم تقلصات الساق النابضة بالضغط على الأوردة وتقوم بضخ الدم إلى الوريد مما يقلل من أي خطورة يتعرض لها القلب.
يمكننا إلقاء الضوء على 3 من الآثار الديناميكية الدموية الأساسية:
- إزالة الركود الوريدي
- زيادة التدفق الوريدي من حيث الحجم والسرعة
- تثبيط الجزر في الأوردة السطحية والعميقة.

### دواعي الاستعمال
يتم استخدام جهاز فينوبلوس في علاج أعراض القصور الوريدي المزمن:
- السيقان المؤلمة أو الثقيلة
- الوذمة الوعائية العصبية
- التشنجات أثناء النوم
- تململ الساقين
- متلازمة ما بعد الجلطة.[5][8]

يمكن أن يساعد جهاز فينوبلوس أيضًا في علاج القرحة الوريدية المزمنة.
يمكن استخدام جهاز فينوبلوس بواسطة المرضى الذين يعانون من أمراض الوريد أو الذين يتعرضون لخطر الاضطرابات الوريدية:
- عدم الحركة لفترة طويلة (الرحلات الجوية الطويلة، والجلوس لفترة طويلة أثناء العمل أو وضع الوقوف.....)
- الدوالي
- الحمل[4]
- الوزن الزائد
- عدم ممارسة التمارين الرياضية
- ارتفاع درجة الحرارة.

### موانع الاستخدام
المانع الوحيد لاستخدام جهاز فينوبلوس هو استعمال أي ناظمة قلبية اصطناعية.

## وصلات خارجية
- الموقع الإلكتروني للمنتج
- الموقع الإلكتروني للشركة (أيزو 9001 وأيزو 13485)